# Reinbert de Leeuw

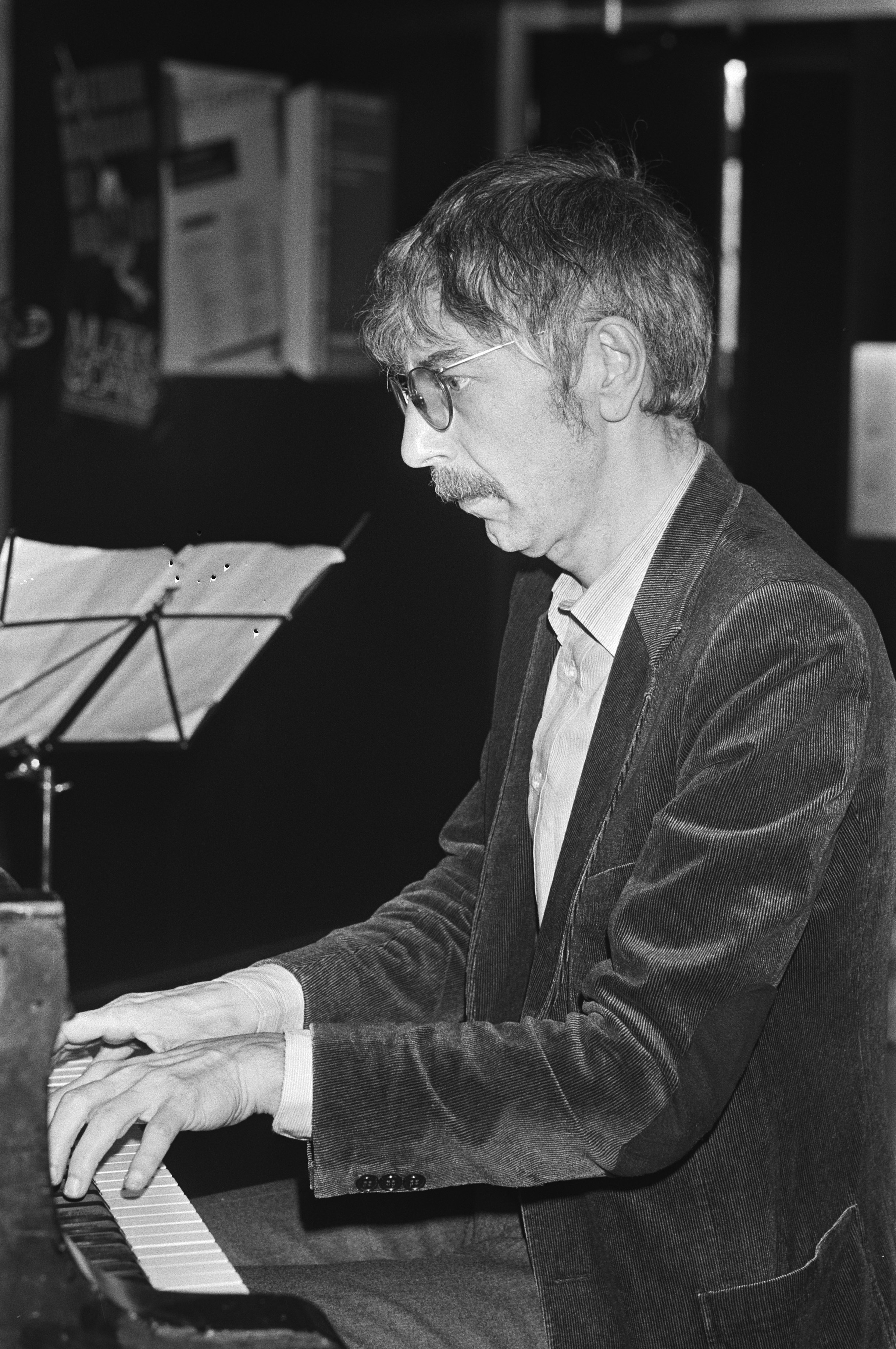
Reinbert de Leeuw (1983)

Lambertus Reinier (Reinbert) de Leeuw (* 8. September 1938 in Amsterdam; † 14. Februar 2020 ebenda) war ein niederländischer Dirigent, Pianist und Komponist.

## Ausbildung
De Leeuw studierte Klavier und Musiktheorie am Amsterdamer Konservatorium und absolvierte ein Kompositionsstudium bei Kees van Baaren am Königlichen Konservatorium in Den Haag, wo er bald auch selbst unterrichtete.

## Lehre
Seit 2004 war Reinbert de Leeuw ordentlicher Professor an der Universität Leiden.

## Auszeichnungen
Im Jahr 1991 erhielt de Leeuw den Sikkensprijs, bereits im folgenden Jahr 1992 wurde er mit dem 3M-Muzieklaureaat, dem größten niederländischen Musikpreis, ausgezeichnet. Im Jahr 1994 wurde ihm die Ehrendoktorwürde der Universität Utrecht verliehen. Den Edison Music Award erhielt er im Jahr 2002.